# Kyle Juszczyk
Kyle Juszczyk (Medina, 23 aprile 1991) è un giocatore di football americano statunitense che gioca nel ruolo di fullback per i San Francisco 49ers della National Football League (NFL). Fu scelto nel corso del quarto giro (130º assoluto) del Draft NFL 2013 dai Baltimore Ravens. Al college ha giocato a football all’Università di Harvard.

## Carriera

### Baltimore Ravens
Juszczyk fu scelto nel corso del quarto giro del Draft 2013 dai Baltimore Ravens. Debuttò come professionista nella settimana 1 contro i Denver Broncos. Nella sua stagione da rookie disputò tutte le 16 partite, nessuna delle quali come titolare. Il primo touchdown in carriera lo segnò nella settimana 3 della stagione 2014 contro i Cleveland Browns, su passaggio di Joe Flacco.
Nel 2016, Juszczyk fu convocato per il primo Pro Bowl in carriera.

### San Francisco 49ers
Il 10 marzo 2017, Juszczyk firmò con i San Francisco 49ers.  A fine stagione fu convocato per il suo secondo Pro Bowl.
Il 2 febbraio 2020 Juszczyk partì come titolare nel Super Bowl LIV in cui ricevette un touchdown dal quarterback Jimmy Garoppolo ma i 49ers furono sconfitti per 31-20 dai Kansas City Chiefs.
Nel marzo del 2021 Juszczyk firmò un prolungamento contrattuale quinquennale con i 49ers del valore di 27 milioni di dollari. A fine stagione fu convocato per il suo sesto Pro Bowl.
Nel 2023 Juszczyk fu inserito per la prima volta nel First-team All-Pro. I 49ers giunsero fino al Super Bowl LVIII, dove furono sconfitti ai tempi supplementari dai Chiefs.
Nella stagione 2024 Juszczyk disputó tutte 17 le partite, di cui 15 come titolare, facendo registrare 19 ricezioni per 200 yard e 2 touchdown, oltre a un terzo segnato su corsa, venendo convocato per il suo nono Pro Bowl.
L'11 marzo 2025 Juszczyk venne svincolato dai 49ers ma quattro giorni dopo firmò un nuovo contratto biennale del valore di 8 milioni di dollari.

## Palmarès

### Franchigia
- National Football Conference Championship: 2

San Francisco 49ers: 2019, 2023

### Individuale
- Convocazioni al Pro Bowl: 9

2016, 2017, 2018, 2019, 2020, 2021, 2022, 2023, 2024
- First-team All-Pro: 1

2023
- Second-team All-Pro: 1

2024